# Phraates III của Parthia

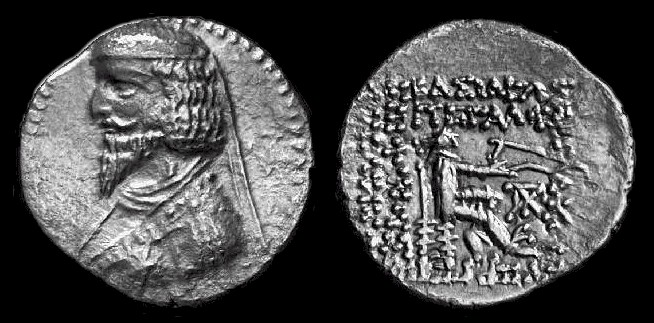
Tiền xu mang hình Phraates III từ lò đúc tại Ecbatana. Hình phía đối diện là của một xạ thủ đang ngồi, tay đang cầm một cây cung. Dòng chữ tiếng Hy Lạp là ΒΑΣΙΛΕΩΣ ΜΕΓΑΛΟΥ (Đại vương).

Vua Phraates III của Parthia đã kế vị vua cha Sanatruces của mình và cai trị Đế chế Parthia từ năm 70-57 trước Công nguyên.
Khi Phraates III lên ngôi vào năm 70 trước Công nguyên, vị tướng La Mã, Lucullus đang chuẩn bị để tấn công Tigranes, vua Armenia, người đang là bá chủ ở Tây Á và đã giành được Lưỡng Hà và một số các quốc gia chư hầu khỏi tay người Parthia. Đương nhiên, Phraates từ chối hỗ trợ Mithridates VI của Pontos và Tigranes chống lại người La Mã. Thay vào đó, ông ủng hộ con rể mình, Tigranes trẻ, khi ông ta nổi loạn chống lại cha mình, và xâm lược Armenia trong năm 65 trước Công nguyên trong liên minh với Pompey, người đã từ bỏ Mesopotamia cho người Parthia. Tuy nhiên, Pompey sớm gạt bỏ hiệp ước, ông thừa nhận Tigranes già, cầm tù con trai của ông ta, chiếm các quốc gia chư hầu Gordyene và Osroene cho người La Mã, và từ chối danh hiệu "vua của các vị vua", mà Phraates đã sử dụng một lần nữa, của vua Parthia. Khoảng năm 57 TCN, Phraates đã bị ám sát bởi hai con trai của ông, Orodes II và Mithridates III.